# Paolo Rossi
Paolo Rossi (23 tháng 9 năm 1956 – 9 tháng 12 năm 2020) là một cố cầu thủ bóng đá người Ý chơi ở vị trí tiền đạo. Năm 1982, ông đã cùng đội tuyển Ý giành chức vô địch World Cup 1982, ghi được 6 bàn thắng trong giải, giành danh hiệu Vua phá lưới và Cầu thủ xuất sắc nhất. Cùng năm đó, ông giành được danh hiệu Quả Bóng Vàng.

## Sự nghiệp

### Giai đoạn ban đầu
Rossi sinh tại Santa Lucia, thuộc tỉnh Prato, vùng Tuscany.
Rossi đá trận đầu tiên tại một giải bóng đá chuyên nghiệp của Ý trong màu áo Como, nơi mà câu lạc bộ Juventus đã chuyển ông đến để học hỏi thêm kinh nghiệm sau khi ông trải qua ba cuộc phẫu thuật ở đầu gối.
Sự nghiệp của ông có một bước ngoặt khi ông chuyển sang khoác áo Vicenza (còn có tên Lanerossi Vicenza). Mùa bóng 1976-77, bằng tài năng của mình Rossi đã giúp đội bóng thăng hạng, lên chơi ở Serie A, giải đấu cao nhất của bóng đá Ý. Mùa bóng tiếp theo Rossi ghi được 24 bàn thắng và được chọn vào đội tuyển quốc gia do huấn luyện viên Enzo Bearzot dẫn dắt để tham dự World Cup 1978. Rossi đã thể hiện được sự trưởng thành trong giải đấu này.
Lúc này Rossi thuộc về sở hữu của cả hai câu lạc bộ Juventus và Vicenza. Khi hai câu lạc bộ đàm phán về vấn đề chuyển nhượng, Lanerossi Vicenza đã đề nghị mức giá gây sốc là hơn 2,6 tỉ lire để mua hẳn Rossi, khiến ông trở thành vận động viên đắt giá nhất nước Ý tính tới thời điểm đó. Năm 1979 Vicenza bị xuống hạng, chơi ở Serie B, và ông được Perugia mượn.

### Scandal
Tại Perugia ông dính vào một vụ scandal cá cược nổi tiếng (Totonero), và hậu quả là Rossi bị cấm thi đấu trong 3 năm, sau đó được giảm xuống còn 2 năm. Tuy nhiên, Rossi luôn khẳng định mình vô tội và là nạn nhân của sự bất công. Trong cuốn sách của Rossi (Ho fatto piangere il Brasile), một nhân chứng buộc tội ông năm 1980 đã thừa nhận rằng những lời buộc tội ông vào lúc đó là nguỵ tạo.

### World Cup 1982
Rossi quay trở lại đúng vào thời điểm diễn ra World Cup 1982, nhưng các nhà báo Ý và các tifosi lo ngại rằng ông không có được phong độ tốt. Tình hình có vẻ đúng trong 3 trận đầu tiên của Ý ở vòng đấu bảng, khi ông được ví là một bóng ma vật vờ trên sân cỏ.
Tuy nhiên Bearzot vẫn tín nhiệm sử dụng Rossi trong vòng đấu bảng ở vòng hai. Đội Ý phải đối đầu với đương kim vô địch Argentina và Brasil, đội bóng được hâm mộ nhất và một ứng cử viên vô địch nặng ký với các cầu thủ đẳng cấp thế giới trong đội hình như Sócrates, Zico, và Falcão. Sau khi vượt qua Argentina 2-1, Rossi đã lập một hat-trick đưa Ý vượt qua Brasil 3-2 để vào bán kết gặp Ba Lan. Ông tiếp tục ghi cả hai bàn thắng ở trận bán kết, đưa Ý vào chung kết. Ông là người mở tỉ số trận chung kết để rồi cuối cùng Ý vượt qua Đức 3-1, giành ngôi vô địch World Cup lần thứ ba.
Các cổ động viên Ý treo các băng rôn tôn vinh ông là "Cầu thủ của trận đấu". Màn trình diễn của Rossi tại Tây Ban Nha giúp ông có được danh hiệu Quả bóng vàng châu Âu và Cầu thủ xuất sắc nhất năm của tạp chí World Soccer trong năm 1982.

### Giai đoạn cuối
Sau năm 1982 Rossi chơi cho Juventus, giành được 1 Cúp C2 châu Âu (1984) và 1 Cúp C1 châu Âu (1985). Sau khi rời Juventus, ông chuyển tới AC Milan. Tại đây ông được nhớ tới với 2 bàn thắng trong trận derby trước Inter Milan. Tuy nhiên từ đây phong độ của Rossi dần đi xuống. Ông kết thúc sự nghiệp tại Hellas Verona năm 1987.
Trong sự nghiệp Rossi đã ghi tổng cộng 20 bàn thắng trong 48 trận cho đội tuyển Ý.

### Sau khi giải nghệ và qua đời
Sau khi giải nghệ, ông trở thành thầu xây dựng, cùng hợp tác với đồng đội cũ Giancarlo Salvi. Năm 1990, ông đắc cử phó chủ tịch câu lạc bộ A.S. Pescina Valle del Giovenco ở giải hạng Ba quốc gia Lega Pro Prima Divisione. Sau đó, ông còn làm bình luận viên thể thao cho các kênh Sky, Mediaset Premium, và Rai Sport. Ông qua đời ngày 9 tháng 12 vì bệnh ung thư phổi.

## Vinh danh
Rossi được Pelé lựa chọn là một trong 125 cầu thủ còn sống vĩ đại nhất vào tháng 3 năm 2004.

## Danh hiệu

### Câu lạc bộ
Vicenza
- Serie B: 1976–77

Juventus
- Serie A: 1981–82, 1983–84
- Coppa Italia: 1982–83
- European Cup Winners' Cup: 1983–84
- UEFA Super Cup: 1984
- European Cup: 1984–85

### Đội tuyển quốc gia
Đội tuyển Ý
- FIFA World Cup: 1982